# 佩斯卡
佩斯卡是哥倫比亞的城鎮，位於該國東北部，由博亞卡省負責管轄，距離首府通哈108公里，始建於1548年12月20日，面積282平方公里，海拔高度2,858米，2005年人口9,322。
5°35′N 73°03′W / 5.583°N 73.050°W